# Sebastiano (usurpatore)
Sebastiano (... – Narbona, 413) è stato un usurpatore romano.
Fratello di Giovino, era un aristocratico proveniente dalla Gallia meridionale. Giovino, che nel 411 aveva usurpato in Gallia il trono dell'imperatore romano d'occidente Onorio, nominò il fratello Sebastiano Augusto (co-imperatore) nel 412. Monete con l'effigie di Sebastiano furono coniate ad Arles e a Treviri.
A causa del deterioramento delle relazioni diplomatiche tra Giovino e il re dei Visigoti, Ataulfo, quest'ultimo prese Sebastiano prigioniero nel 413 e lo inviò a Narbona da Claudio Postumo Dardano, governatore di Onorio in Gallia. Dardano fece giustiziare Sebastiano e mandò la sua testa alla corte di Onorio a Ravenna.